# احمق مرا ببوس
احمق مرا ببوس (به انگلیسی: Kiss Me, Stupid) فیلم کمدی آمریکایی محصول سال ۱۹۶۴ است. به کارگردانی بیلی وایلدر و بازی دین مارتین، کیم نواک و ری والستن است.

## خلاصه فیلم
«اورویل اسپونر» معلم حسود پیانو قصد دارد یکی از آهنگهایش را به «دینو» خواننده مشهور کلوپها که در شهر سرگردان است بفروشد، به همین دلیل همسر زیبایش «زلدا» را از خانه دور می‌کند و…